# Hermanos Gutiérrez
Hermanos Gutiérrez és un grup de música instrumental suís format l'any 2015 a Zúric pels germans d'ascendència equatoriana Alejandro Gutiérrez (guitarra i lap steel) i Estevan Gutiérrez (guitarra i percussió). Les seves influències inclouen Julio Jaramillo i compositors de cinema com Ennio Morricone i Gustavo Santaolalla. El 2022, el segell estatunidenc Easy Eye Sound va publicar el cinquè àlbum de la banda, El bueno y el malo.

## Història
Alejandro i Estevan Gutiérrez són dos dels quatre germans d'una parella formada per una mare equatoriana i un pare suís. Als nou anys, Estevan va aprendre a tocar la guitarra clàssica en estils com la milonga i la salsa i, més endavant, es va inspirar en el música surf de Jack Johnson. L'Alejandro, que és vuit anys més jove, va aprendre a tocar la guitarra veient tutorials a YouTube.
Els seus tres primers àlbums (8 Años, El Camino de mi alma i Hoy como ayer) van explorar àmpliament el món de la música llatina. Una visita a Mèxic i al sud-oest dels Estats Units el febrer del 2020 va inspirar el seu quart àlbum, Hijos del sol. Un videoclip de vuit minuts per a la cançó principal va sortir abans del llançament de l'àlbum el 25 de setembre de 2020.
El nom del grup és una referència al grup de salsa Hermanos Lebrón.

## Discografia
- 8 Años (2017)
- El Camino de mi alma (2018)
- Hoy como ayer (2019)
- Hijos del sol (2020)
- Eternamente (recopilatori, 2021)
- El bueno y el malo (2022)[13]